# Metoda Roloffa oceny żywotności drzew

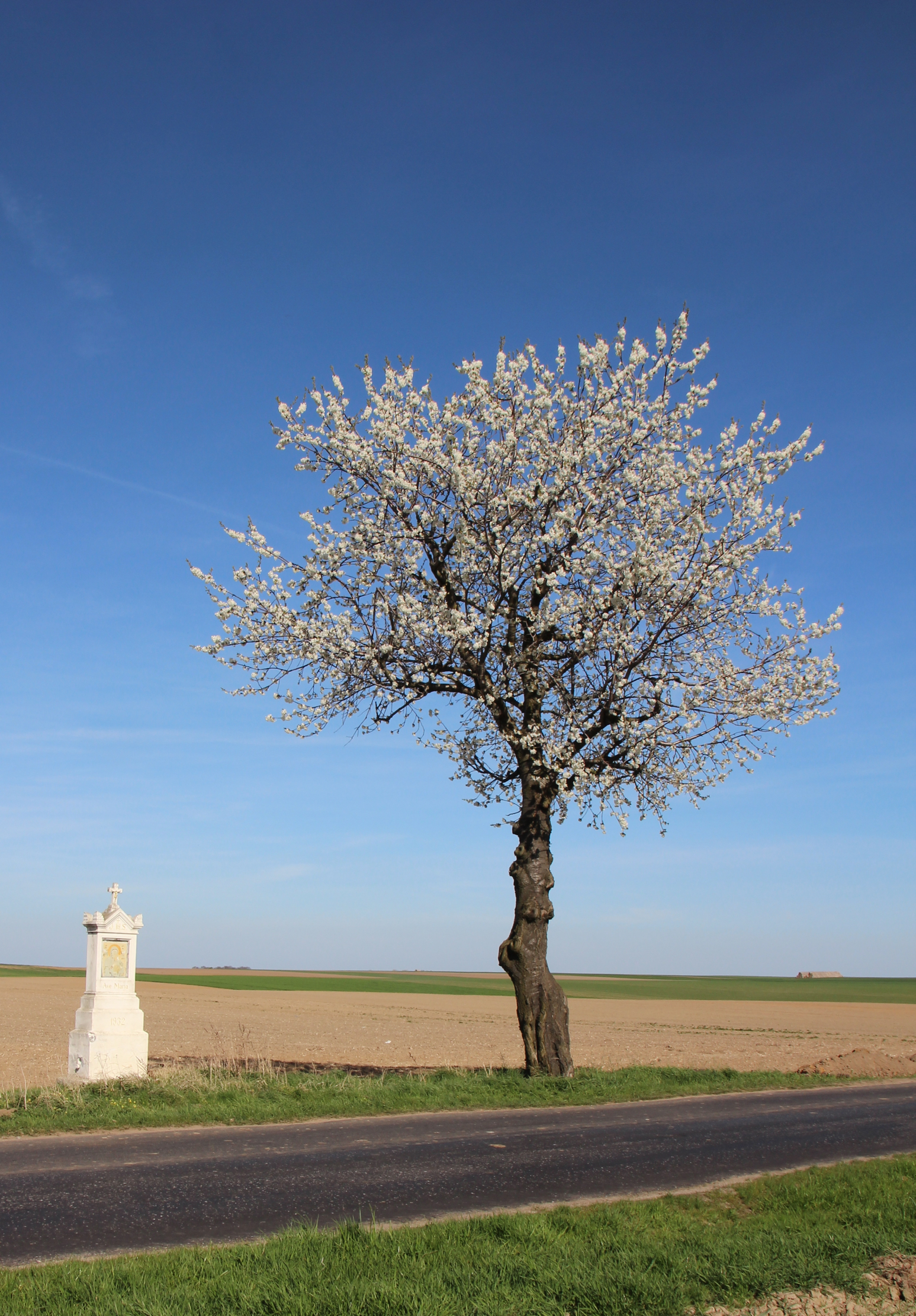
Korona drzewa jest podstawą oceny w tej metodzie

Metoda Roloffa – metoda oceny żywotności drzew liściastych. Została stworzona przez niemieckiego dendrologa – Andreasa Roloffa.
W metodzie Roloffa drzewa ocenia się na podstawie cech brzegowej części korony. Metoda dotyczy drzew liściastych ulistnionych i nieulistnionych. Skala oceny posiada pięć stopni:
- zerowy: eksploracji, czyli niezakłóconego wzrostu i dynamicznego rozwoju (intensywny rozwój korony),
- pierwszy: degeneracji, czyli spowolnienia wzrostu, obniżonej dynamiki i zachwianej witalności (osłabiony rozwój korony),
- drugi: stagnacji, czyli zahamowanego lub bardzo spowolnionego wzrostu i wyraźnie obniżonej witalności (brak rozwoju korony),
- trzeci: rezygnacji, czyli całkowicie zahamowanego wzrostu i silnie obniżonej witalności oraz zamierania (zamieranie korony),
- czwarty: faza martwego drzewa[2].